# Quarta (unità di misura)
La quarta è un'unità misura a volume tecnicamente definita come "misure per aridi", e non è altro che un contenitore cilindrico, generalmente in ferro, con un'altezza di 30,4 cm ed un diametro di 31 cm.
Diffusa nella commercializzazione delle olive nel ponente ligure per determinare la quantità di olive da portare al frantoio, anche in assenza di una bilancia, strumento che nell'antichità, nelle realtà rurali era alquanto rara. 
Il "doppio decalitro" (unità di misura a volume) si traduce, riferendosi alle olive, a circa 12,5 kg.
la misura che ne deriva è la cosiddetta "gombata" che è formata da dieci quarte, tranne che nella zona della Val Nervia, della Valle Arroscia e Val Roja, dove è formata da venti quarta. una quarta è pari a 12,5 kg e una gombata sono 10 quarte quindi 125 kg.
ulteriori frazioni possono essere riassunte in:
Staia = due quarte 
Gombata = dieci quarte (nella zona di Val Nervia, nella Valle d'Arroscia e Val Roja è formata da venti quarte)
Sacco = cinque quarte o misure = 62,5 kg circa (in Valle Nervia invece è di quattro quarte o misure, corrispondenti a circa 50 kg)
Materôa = misura corrispondente alla metà di mezza quarta (un quarto di quarta).

## Usi nel ponente ligure
Nonostante sia un'unità di misura antica, è ancora di uso comune fra gli olivicoltori e in alcuni frantoi conto-terzi del ponente ligure viene ancora esposta la doppia indicazione di prezzo per la molitura delle olive (€/kg e €/quarta).
In molti casi anche la resa della molitura (ovvero il rapporto fra chilogrammi di olio prodotto per i chilogrammi di olive molite) viene a volte indicata in quarte (questa volta intendendo chilogrammi di olio prodotto diviso il numero di quarte di olive molite)